# 초수전대 라이브맨
초수전대 라이브맨(일본어: 超獣戦隊ライブマン)은 일본의 특촬 드라마로, 1988년 2월 27일부터 1989년 2월 18일까지 전 49화로 TV 아사히에서 방영되었다. 이 전대는 1979년에 방영된 배틀 피버 J이후 방영된 전대로는 10번째를 기념하는 전대이다. 대한민국에서는 대영팬더에서 《평화의 전사 라이브맨》으로 수입제작한 바 있다. (1989년 6월 11일 ~ 1989년 10월 26일)

## 개요
본 작품은 당시 시리즈 제1편에 포함된 《배틀 피버 J》에서 세어서 10년이 되는 것부터 《슈퍼 전대 시리즈 10주년 기념 작품》으로 기획되었다. 이러한 위치에서 본 작품에서는 이하로 꼽히는 여러 새로운 기축이 도입되게 되어, 인간 소외가 심화되고 무한 경쟁 주의 세태에 빠지게 되었다.
기획 단계에서, 우선 시리즈 10년째인 기존 시리즈와는 한층 더 업그레이드된 형태로, 히어로의 인원은 기존 5명에서 3명으로 바뀌었고, 인원이 줄어든 만큼 캐스팅에 힘이 담기게 된다. 기획 단계에서는 1년 내내 《태양전대 선벌컨》과 마찬가지로 3명이 싸우는 것이 예정됐던 것의 방영 개시 후에 2호 로봇의 등장이 정식으로 결정한 것을 계기로 10주년이라는 것에서 멤버를 늘리고 프로그램적으로 스케일을 끌어올린다는 판단도 있는 이야기 중반부터 두 멤버가 추가되게 되었다. 이 추가 멤버의 색상은 그것까지 "떠들썩함"을 기본으로 하는 시리즈의 컨셉"을 무너뜨리는 등의 이유로 같은 전대 내에서 함께 이용되지 않은 녹색의 두색이 꼽혔다.
또 영웅의 모티브에는 역시 3명 전대였다. 《선벌컨》과 마찬가지로 동물을 채용. 땅과 하늘의 동물에는 강함을 떠올리는 사자와 팔콘이 바다 동물에는 여성 멤버에 사용할 수도 있다" 상냥함"을 떠올리는 돌고래가 각각 선정됐다. 이 모티브는 거대 로봇에도 채택되고 있으며 시리즈로는 처음으로 영웅으로 거대 로봇의 디자인 모티브의 통일을 도모하여, 〈1호 로보와 2호로의 합체〉이라는 새로운 시도도 이루어지고 있다. 그동안 장난감으로 재현이 기술적으로 어렵다는 점에서 외면당하고 있었다"로봇 간의 합체"이라는 아이디어이지만, 본 작품에서는 이미 1호로 디자인·합체 기믹이 결정하고 있던 시점에서 이 아이디어를 도에이 측이 타진했고, 반다이 측이 특수 효과적으로도 문제 없다는 판단에 따른 실현된. 그러나 로봇 간의 합체겠다는 구상이 빠른 단계에서 굳어 있었지만 전술대로 출시 스케줄 사정으로 1호로인 라이브 로보의 디자인은 그것을 고려하지 않는 형태로 진행되면서 2호로인 라이브 복서와 강화 통합 형태인 슈퍼 라이브 로보의 결합 및 그 디자인의 고안은 어려움을 겪는다. 당시 관계자는 "난산이었다"과 후년에 말했다.
최종적으로 당시 유행하던 《세인트 세이야》의 이미지를 참고하기로 겨우 라이브 복서가 완성되어 사내 프리젠테이션에서는 실제로 결합 된 것에 동요가 일어났음에도 불구하고, 기획 단계에서 "청춘"을 주제에, 일찌기 같은 연구 기관의 학우와 싸우는 길을 택한 젊은이들의 고난의 청춘과 마음의 갈등이 그려지고 있다. 과학 아카데미아 출신의 천재들이 첨예하게 대립하는 모습을 통해, 입시 위주 교육을 풍자하고, 무한 경쟁 주의와 학력 만능 주의 세태를 강도 높게 비판하여, 성적에 따라 인간의 가치가 서열화되는 세태에 맞서, 모든 생명이 동등한 가치를 가진다는 생명 중시 사상을 내세워, 소재적 측면에서, 무거운 주제 의식을 갖춘 오락성을 가미한 작품이었다. 또 멤버가 추가된 후반에는 싸움의 이유를 볼트에게 죽은 친구들의 복수에서 살고 사는 모든 목숨을 지키겠다는 마음으로 바꾸고 싸우던 초기 멤버 3명으로 당초는 살해된 형이나 언니의 복수를 목적으로 하던 추가 멤버 두 사람 사이에 생긴 의지의 어긋나자 이에 기인하는 팀워크의 문란 등 새로운 드라마도 태어났다.
당초 전작인 《광전대 마스크맨》 종영 이후에, 슈퍼 전대 시리즈 10주년 기념 스페셜 프로그램을 방영할 예정이었지만, 기상 악화 문제로, 1988년 2월 27일부터 방영을 개시하였다.

## 줄거리
1986년, 세계적인 천재들이 모인 과학자 육성학교 〈과학 아카데미아〉. 그곳의 학생들은 우주 위성 스페이스 아카데미아 호와 선외 활동 강화 슈트의 개발을 위해 교장인 호시 박사와 함께 연구에 열중하였고 마침내 2개의 프로토 타입 슈트를 완성한다. 그러나 과학 아카데미아 내에서 특히 우수한 3명의 학생(츠키카타 켄지 - 닥터 켐프, 센다 루이 - 닥터 마젠다, 오무라 고 - 닥터 오블러)의 컴퓨터에 그들을 부르는 정체불명의 메시지가 찾아오고, 홀린 듯 그 메시지에 응해 하늘에서 내려온 수수께끼의 우주선에 타고 우주로 가려는 3명을 막으려던 5명의 친구 중 프로토 타입 슈트를 시험적으로 착용하고 있던 2명(야노 타쿠지, 아이카와 마리)이 츠키카타의 총격에 의해 사망한다.
2년 후(1988년), 많은 사람이 지켜보는 가운데 마침내 완성된 스페이스 아카데미아 호가 우주로 발사된다. 그러나 그 순간 의문의 전투기 부대가 나타가 스페이스 아카데미아 호를 격추시키고, 이어서 과학 아카데미아마저도 전투기 부대의 공격에 의해 쑥대밭이 된다. 그리고 착륙한 전투기 안에서 나타난 3명의 인영. 놀랍게도 그 정체는 2년 전 타쿠지와 마리를 죽이고 우주로 떠난 츠키카타, 센다, 오무라였다!!!
모두의 운명이 바뀌었던 그 2년 전, 우주선에 탑승한 3명이 도착한 곳은 우주에 건조된 비밀기지 즈노베이스(두뇌베이스)였다. 그곳에서 그들이 만난 인물은 세계정복의 광기에 물든 매드 사이언티스트이자 메시지를 보낸 장본인인 대교수 비아스. 3명은 비아스를 직접 만나 그의 과학력과 사상에 깊이 매료되어 비아스의 제자가 되었으며, 이후 비아스에게서 고도의 과학을 배워 자신들의 몸을 유전자 조작 및 사이보그화 등으로 개조해 인간을 초월한 존재로 변모하였고, 천재들로 구성된 악의 조직인 무장두뇌군 볼트의 간부가 된 것이다.
지구는 대교수 비아스를 정점으로 한 소수의 진정한 천재들로 구성된 볼트에 의해 지배되어야 한다고 주장하는 악의 천재들. 그러나 그 앞에 2년 전 일을 기억하며 살아남은 3명의 주인공(아마미야 유스케, 오오하라 죠, 미사키 메구미)들이 막아서게 된다. 켐프가 비아스에게 사사받은 과학력을 자랑하며 그들을 비웃자 "너희들에게 2년이라는 시간이 있었다면, 우리에게도 2년이라는 시간이 있었다!"라고 외치며 3명은 프로토 타입 슈트를 개량해 완성시킨 전투용 강화 슈트를 장착해 초수전대 라이브맨으로 변신한다. 친구들이 죽은 그날 밤, 유스케를 비롯한 3명은 정체 모를 적이 있다는 사실을 직감하고 그때부터 2년간 언젠가 맞서 싸우게 될 적에게 대비해 철저히 전투 준비를 해왔던 것이다. 라이브맨은 2년의 시간 동안 전투용으로 개조한 우주 개발용 메카와 거대로봇 라이브 로보를 이끌고, 대교수 비아스가 이끄는 무장두뇌군 볼트와 타락해 버린 친구들과의 처절한 싸움을 시작한다.

## 등장인물

### 라이브맨
첫회에서는 라이브맨의 의미는 살아있는 모든 것을 지키는 전사라는 뜻이다. 처음에는 과학 아카데미아에서 동문수학한 유스케, 죠, 메구미의 3인조였지만, 중반 죽은 친구들의 동생들인 테츠야 · 쥰이치 2명이 참가하여 5명으로 재편성된다.
- 아마미야 유스케 / 레드 팔콘(レッドファルコン) (국내명: 홍성민 / 레드 이글) (21세 (1967년 출생))

이 본작은 주인공이며, 라이브맨의 리더이다. 천재들이 모인다는 과학 아카데미아에 들어와 호시 박사 밑에서 오오하라 죠, 미사키 메구미, 야노 타쿠지, 아이카와 마리와 같이 우주 공간과 같은 특수한 상황에서 충격을 줄여주는 특수복 개발을 진행하고 있었다. 특수복의 초기형이 완성된 것은 좋았으나 두 친구인 야노 타쿠지, 아이카와 마리는 무장두뇌군 볼트로 넘어가려는 츠키카타 켄지(닥터 켄프)의 총에 맞아 사망한다. 이후 2년 동안 두 친구가 남긴 특수복을 개조하여 죠, 메구미와 같이 생명을 지키는 전사인 라이브맨으로 변신하여 볼트의 수하가 되어 스스로를 개조한 세 친구와 격돌하게 된다.
- 오오하라 죠 / 옐로 라이온(イエローライオン) (국내명: 황보성 / 옐로 라이온) (20세 (생일: 1967년 10월 22일))

옐로 라이온으로 변신하며 스케이트 보드를 타는 것이 주 특기로 실제로 이 스케이드 보드가 주를 이룬 화까지 나왔다. 아카데미 재학때 켄프에 의해 친구 타쿠지를 잃은 일이 있었고 볼트에 합류했을 때나 볼트를 떠났을때나 오무라 고와의 우정을 잊지 않고 있었다.
- 미사키 메구미 / 블루 돌핀(ブルードルフィン) (국내명: 박민희 / 블루 돌핀) (19세 (1969년 출생))

라이브맨의 홍일점. 침착하고 착실한 사람으로 라이브맨의 멤버들을 통제하는 역할을 하고 있다. 쿠마모토 출신으로 27화에선 아버지와 대화할 때 쿠마모토 사투리를 사용했다. 트윈 브레스를 통해 블루 돌핀으로 변신하며 사용 무기는 돌핀 애로우. 또한 그녀의 활솜씨는 젊었을 때 명사수였던 그의 아버지의 영향을 받았다. 과학 아카데미아에서 꼴찌를 다투는 유스케, 죠와 달리 학교에서의 성적은 3위이며 닥터 마젠다가 되기 이전의 센다 루이와는 1위를 다툴 정도였다. 수영과 줄넘기가 특기. 자전거 로드 레이스의 선수이기도 하다. 굉장히 상냥한 성격으로 동료뿐만 아니라 작고 어린 생명과 기계와 적인 소년왕 비아스에게도 상냥하게 대했다. 실제로 후반부 에피소드에서 유독 비중이 높다. 소년이 된 비아스를 설득한다거나 부치의 최후 등. 이런 그녀의 성심에는 라이브맨의 주제이기도 한 '생명의 소중함'이 반영되어 있다.
- 야노 테츠야 / 블랙 바이슨(ブラックバイソン) (국내명: 김강철 / 블랙 바이슨) (19세 (1969년 출생))

중반부터 추가된 새로운 전사. 예전 유스케들을 감싸 볼트에게 살해당한 야노 타쿠지의 동생. 강한 파워 파이터 이기도 하며 형의 사후 도로테 박사들에 의해 라이브맨을 지원하는 훈련을 받고 있었다. 타케시라는 동생이 있으나 극중에서 이들 사이의 관계는 뚜렷하지 않은 편이다. 권투가 뛰어나고 조금 무모하고 말투도 난폭하다. 특히 형들의 적인 볼트가 관련되면 냉정할 수 없게 되지만 실력이 따라주지 않는 경우가 많아서 초기에는 멤버 3명의 발목을 잡기도 했다. 하지만 곤란한 사람은 내버려 둘수없는 상냥한 성격이다.
- 아이카와 쥰이치 / 그린 사이(グリーンサイ) (국내명: 이은호 / 그린 리노) (18세 (1970년 출생))

중반부터 추가된 새로운 전사. 예전 유스케들을 감싸 볼트에게 살해당한 아이카와 마리의 남동생. 고등학생이며 럭비부에서 포워드로 활동할 정도의 실력을 가지고 있지만 라이브맨이 되기 위해 휴학하고 있다. 럭비 선수이기 때문에 점프력과 스피드는 멤버 중 가장 뛰어나다.

#### 라이브맨 조력자
- 코론

라이브맨의 스승인 호시 박사가 그랜토터스와 함께 제작한 서포트 로봇으로 박사 사후에 지휘관 역할을 맡게 된다. 지휘관이라고 해서 거창한 것은 아니다. 오히려 하는 일을 보면 부유한 전대에서 정비병이라거나 하는 양반들이 맡는 업무를 주로 하는 듯한 인상을 준다. 때에 따라서는 빠진 멤버를 대신하여 전투도 하고 로봇도 조종하는 만능 로봇이다. 슈퍼 세라믹의 초합금제로 이루어져 있으며 눈은 300배 줌이 가능한 초망원 적외선 기구를 갖추고 있다. 덕분에 야간 보행이 특기. 내부의 시스템은 고장난 바이슨 라이너를 일시적으로 조종할 정도의 완성도를 자랑하지만 그럴 경우 코론에게 심각한 피해를 주게 된다. 사이즈가 안 맞아서 생기는 과부화 현상처럼 보인다.
- 호시 박사 (국내명: 민홍철 박사)

주인공 라이브맨과 볼트로 넘어간 세 명을 가르친 교수. 세 명의 제자가 볼트로 넘어간 이후 2년 동안 비밀리에 볼트와 싸우기 위한 여러 종류의 시설을 고안한다. 해양기지 그란토터스(Gran Tortoise)와 로봇 코론, 그리고 라이브맨이 만든 머신들의 합체 시스템인 라이브 디멘션을 개발했으며, 2화에서 볼트의 포격에 빈사상태가 되어 라이브맨을 만나 자신이 개발한 것들을 라이브맨들에게 전수하였고, 출산 직전의 임산부를 구해주고 대신 목숨을 잃었다.
- 도로테 박사

야노 테츠야, 아이카와 준이치를 서포트하면서 그들의 형과 누나인 야노 타쿠지, 아이카와 마리가 남긴 설계도를 기반으로 바이슨 라이너, 사이 파이어를 개발한 과학 아카데미아의 생존자 중 한 명. 30화에서 거대 로봇 기가 볼트의 공격으로 파괴된 바이슨 라이너의 A1 회로를 가져왔는데 그 이후로는 출연하지 않는다.
- 야노 타쿠지 (국내명: 김민석) (20세 (1966년 출생)) (1986년 죽음)

과학아카데미아에서 유스케의 가장 친한 친구로 테츠야와 타케시의 형. 마리와 함께 과학 아카데미 소유의 인공 위성인 아카데미아 호의 승무원의 꿈을 이루기 위해, 라이브 슈트의 원형이 된 강화 슈트의 개발에 임하고 있었다. 1화에서 볼트의 UFO에 탑승한 켄프 일당을 목격했기 때문에 표적이 된 유스케 일행을 감싸고 흉탄에 쓰러진다. 라이브 슈트뿐만 아니라 라이브 퓨마와 바이슨 라이너 설계 및 개발 데이터를 남기고, 그것은 유스케 일행이 지구를 볼트에게서 지키는 큰 전력이되었다.
- 아이카와 마리 (국내명: 이은진) (19세 (1967년 출생)) (1986년 죽음)

타쿠지와 마찬가지로 과학아카데미아에서 유스케 일행과 가장 친한 친구로 쥰이치의 누나이다. 1화에서 타쿠지와 함께 유스케 일행을 감싸고 목숨을 잃는다. 타쿠지와 함께 본편 중에서는 회상 장면에서 여러번 모습을 보인다. 사이 파이어의 설계 데이터를 남기고 있어 두 사람의 기념품을 각각의 동생들이 만들어 내고 라이브맨이 5명이 되는 계기를 마련했다.

### 무장두뇌군 볼트
- 대교수 비아스 (국내명: 대교수 피아스)

무장두뇌군 볼트의 총통이자 최종 보스. 무장두뇌군 볼트의 수령. 전 세계를 정복하려는 야망을 지닌 야심가이며, 하등한 인간들을 배제하고 뛰어난 가치를 지닌 극소수의 천재들이 세계를 지배해야 한다고 부르짖는 매드 사이언티스트이다. 그의 과거는 명문대를 졸업한, 소위 천재로 불리는 젊은학자로 추정되며 대학교를 졸업 후 공백의 기간을 거친 뒤 현재의 무장두뇌군 볼트를 창설하였다. 그리고 '과학 아카데미아'에서 가장 우수한 학생이었던 츠키카타 켄지, 센다 루이, 오무라 고 3명을 스카우트해 볼트의 간부로서 맞아들였다. 처음 간부로 스카우트된 사람은 츠키카타 켄지(닥터 켐프), 센다 루이(닥터 마젠다)단 둘 뿐이었고, 오무라 고(닥터 오블러)는 21화에 볼트에 들어가고 싶어서 그냥 켄지와 루이를 따라간 사실이 밝혀진다.
그리고 이들을 간부로서 곁에 두면서 세계 정복 작전을 진행시키는 한편, 서로 끊임없이 경쟁시킴으로써 최우수 두뇌인 '천점두뇌(1000점 두뇌)'가 되도록 유도했다. 이런 식으로 부스지마 아라시(닥터 아슈라), 기르도스, 붓치를 새로이 경쟁상대로 영입한 뒤부터는 한층 더 천점두뇌에 집착하게 된다.
대교수라는 직함에 걸맞게 능력자이다. '카오스 팬텀 에너지'라는 미지의 에너지를 가지고 두뇌수를 만들며, 자신의 가신인 가드노이드 갓슈에게도 이 에너지 조사 장치를 달아놓았다.
카오스 팬텀 에너지를 기가급으로 늘려서 두뇌수를 거대화 시킬 수 있으며, 새로 들인 제자 닥터 켐프, 닥터 마젠다, 닥터 오블러가 생각치도 못한 과학기술력을 보유하고 있다.
중반부에는 '기가 계획'이라는 작전을 세워 직접 만들어낸 거대로봇 기가 볼트로 라이브맨을 몰아붙이지만, 야노 테츠야와 아이카와 쥰이치의 라이브 복서의 등장으로 일이 틀어졌고, 결국 라이브 복서와 라이브 로보가 합체한 슈퍼 라이브 로보에 의해 기가 볼트가 파괴되면서 기가 계획은 실패로 돌아간다.
또한 자신을 거역하면 오른손의 반지의 빔을 쏘아서 즉결처분하는 모습으로 과연 최종 보스다운 위엄을 보여준다.
- 닥터 켐프 (국내명: 닥터 캐치) (23세 (1965년 출생))

무장두뇌군 볼트의 주요 4간부 중의 한 명. 인간이었던 시절의 이름은 츠키카타 켄지(月形剣史). 국내판 이름은 박태영. 한때 아마미야 유스케와는 친구 사이였다.
센다 루이, 오무라 고와 같이 과학 아카데미아 안에서 천재라 불렸으며, 아카데미아에서의 성적은 1위였다. 하지만 과학의 힘에 매료되어 스스로를 과신하게 되었고, 아카데미아에서는 더 이상 배울 게 없다고 판단해 결국 인간을 포기하고 스스로 무장두뇌군 볼트에 들어가게 된다.
볼트로 가던 세 사람을 쫓아온 야노 타쿠지와 아이카와 마리를 살해한 인물이기도 하며, 혈액형은 100만 명 중에 한 명 있다는 베타 ZO-형이라 하는 희귀한 혈액형이다.
그리고 2년 뒤 무장두뇌군 볼트의 대간부가 되어 라이브맨 앞에 등장하는데 스스로를 닥터 켐프라 칭하며 인간의 모습을 버린 모습인 미수(美獸) 켐프로 변신한다. 3인방 중에서 가장 미학을 중시하며 이 때문인지 사용하는 기술명에도 뷰티풀이 들어간다. 인간체일 때 역시 귀공자스러운 복장과 손에 들린 장미가 인상적이며 미수 켐프의 형태는 레이 원더와 비슷한 형태를 하고 있다.
이름은 미(美)수 라면서 생긴 건 무슨 새 괴물탈을 뒤집어 쓴 꼴이라 대체 어디가 아름다우냐는 딴지를 걸 만한 모습이다. 사용하는 기술에는 뷰티풀이 붙으니 이건 뭐라 형용할 수가 없는 기묘한 모습이다. 그냥 천재의 독특한 미학은 일반인이 이해하기 힘들다고 생각한다. 나중에 가면 자기도 뭔가 부조리한 걸 알았는지 아예 대놓고 괴물의 모습인 공수(恐獸) 켐프로 파워업한다.
기계와 관련된 두뇌수를 주로 생성하며 복부에서 인공 두뇌를 사출하여 대상과 결합시킨 뒤 두뇌수를 만들어 낸다.
- 닥터 마젠다 (23세 (1965년 출생))

무장두뇌군 볼트의 주요 4간부 중의 한 사람이다. 과학 아카데미를 빠져나와 스스로 무장두뇌군 볼트에 들어간 일행 중 한명이다. 본명은 센다 루이(仙田ルイ)이며 츠키카타 켄지와 같이 대교수 바이스의 암호를 받아 무장두뇌군 볼트로 들어왔으며 인간을 버리는 방법으로 자신의 신체를 기계로 개조하는 방법을 사용한다.
그녀가 만드는 두뇌수는 주로 화학작용을 이용한 것들이 대다수였으나 이후에는 그런 특색이 사라졌으며 독가스 작전이나 페로몬 등을 사용해 혼란을 부르는 작전이 주류로 인간의 형태를 버리기 위해 자신에게 남아있는 감정을 모두 버렸지만 완전히 제거하지는 못한 것으로 보인다.
자신의 애정과 상냥함을 매개로 한 두뇌수를 만들었을 때 드러나는데 두뇌수를 사용해 라이브맨과 격돌했을 당시 보였던 동요나 두뇌수가 파괴되었을 때 보여준 눈물, 그녀의 행동을 유심히 살펴보던 닥터 아슈라가 두뇌수가 파괴된 뒤 죠가 두뇌수에게 주었던 목걸이를 가져와 마젠다에게 던지고 이를 받는 장면에서 드러난다.
레드 팔콘인 아마미야 유스케에게 과학 아카데미 시절 러브레터를 받은 적이 있었으며 반응은 당연히 퇴짜를 놓았다.
주 공격은 오른손의 핑거 건, 엘보 건, 그리고 왼손의 팜 캐논을 사용한다. 그 외에 상대의 무기나 팔을 쇠사슬로 묶는 배틀체인, 상대를 와이어로 감아서 던지거나 혹은 와이어로 상대를 감은 상태로 와이어를 타고 전기로 데미지를 주기도 하며, 38화에서 뇌를 제외한 90%의 몸을 기계화해 머신 마젠다로 강화한 뒤에는 파이브 핑거 건, 더블 엘보 건, 팜 바주카, 무릎에 있는 스커드 미사일, 그리고 등짝에도 미사일을 달았다.
이후 47화에서 먼저 천점두뇌의 목표를 달성하지만 오무라 고로부터 대교수 비아스가 계획하려는 천점두뇌의 진실을 알고 갓슈로부터 도망치다가 뇌를 빼앗기지 않기 위해 뇌까지 기계화를 시도하면서 완전히 기계인간이 돼버렸고 결국은 원래의 인간으로 돌아갈 수 없는 자신을 후회한 후 스스로 절벽에 떨어져 자폭한다.
참고로 이름의 유래는 삼원색중 하나인 마젠타. 그러나 의상은 스칼렛 레드와 거의 흡사하다.
- 닥터 오브라

무장두뇌군 볼트의 주요 4간부 중 한 사람. 본명은 오무라 고(尾村 豪). 국내판 이름은 김강호. 츠키카타 켄지, 센다 루이와 함께 무장두뇌군 볼트에 들어간 후 3화에서 두뇌수 '바이러스 즈노'를 이용해 주입한 바이러스로 자신을 괴물 같은 모습으로 개조해 라이브맨과 대립하였다.
주로 바이러스를 이용한 유전자 및 생체 실험 위주의 두뇌수를 개발하며 그 실력은 자존심 강한 닥터 켐프조차 인정할 정도로 상당한 수준이다. 그러나 라이브맨에게 도전할 때마다 번번히 실패하면서 대교수 비아스에게 F학점 받고 신임을 크게 잃어갔다.
19화에서 스스로의 생명을 단축시켜 만든 두뇌수 '공부 즈노'마저 라이브맨에게 패배한다. 이 때 잠시 자신의 변신이 풀렸는데 이 일을 계기로 볼트의 동료들에게도 무시당하고 볼트 내 경쟁에서 완전히 축출되는 신세가 되었다. 20화부터 등장한 기르도스가 가진 십자검을 빼앗아 이전의 자신의 집으로 돌아와 그 힘을 이용해 다시 오블러로 변신한 뒤 라이브맨을 공격하지만 이마저 실패하고 붙잡혀 닥터 켐프, 닥터 마젠다, 닥터 아슈라에 의해 자신과 똑같은 외형을 한 두뇌수 오브라 즈노의 매개체가 되고 만다.
사실은 초기 볼트의 3간부 중 가장 열등생이었다. 볼트에 선택받은 사람도 사실은 츠키카타 켄지와 센다 루이 둘뿐이었으며 오무라 고는 대교수 비아스의 눈에 띄기 위해 끊임없이 노력을 한 결과 간신히 선택받은 것이었다. 18~21화 사이에서 그의 원래 과거가 드러나는데, 원래는 과학 아카데미에 들어갈 정도의 천재성을 보유하지는 않았으나 자기를 천재라고 생각한 그의 어머니의 학구열 때문에 제대로 놀지도 못하고 공부만 해야 하는 유년 시절을 보냈다. 그야말로 입시위주 교육의 희생양.
이는 과학 아카데미아에서도 그대로 이어졌으며 원래 착한 사람이었던 그의 성격이 비뚤어지는 계기가 되고 말았다. 그러나 그의 마음 속에는 끊임없는 공부에서 벗어나 자유롭게 놀고 싶어하는 욕망이 있었고, 이는 자신이 만든 '공부 즈노'를 통해 표출되었다. 하지만 그 욕망을 참으면서 어머니의 기대를 위해 천재가 위하여 남들의 배 이상으로 열심히 공부했던 것이다. 아마 대한민국의 무한 스펙쌓기 경쟁에 시달리는 사람들은 이 인물의 과거가 남 일처럼 느껴지지 않을 것이다.
21화에는 켐프 3인방이 자신을 복제해 만든 오블러 즈노를 고로 인식하게 해 라이브맨을 공격하지 못하게 몰아붙인 뒤 그 틈을 타 뒷치기를 하려는 걸 용납하지 못하고 라이브맨을 쓰러뜨리는 건 자신이라며 난입하나 켐프 3인방에 의해 자신의 과거가 까발려지고 그에 분노해 라이브맨 & 오블러 즈노와 난전을 펼치던 도중 유스케가 어머니에 대해 언급하자 반응하게 되고, 이후 아마미야 유스케의 설득으로 고에게 지금까지의 과오를 사과하러 온 어머니와 재회하게 되지만, 오블러 즈노가 어머니를 공격하려 하자 그 공격을 몸으로 막은 뒤 어머니의 사랑의 힘 덕분에 원래 모습으로 돌아왔다.
그러나 자신을 이용한 무리한 생체실험과 그 동안의 정신적 압박이 한계에 이르러 기억상실에 걸린 폐인이 되고 말았다. 다만 나비를 보며 웃는 장면에서 일말의 희망을 보였으며 이후에는 어머니와 같이 조용히 살게 된다.
어느 정도 기억이 돌아온 후에는 볼트에 들어간 죄를 참회하는 의미로 교회에 다니고 있었던 듯하다. 47화에서 닥터 마젠다의 최후를 지켜보며 목에 건 십자가를 움켜쥐는 장면이 나온다.
작중에서 4간부 중 최초로 대교수 비아스의 정체를 알게 된 인물이다. 그가 아직 즈노 베이스에 상주해 있을 무렵 우연히 그의 비밀방을 엿보게 되었고 그때 비아스의 정체와 목적을 알고 말았으며, 충격이 너무나 커서 켐프나 마젠다에게는 이 사실을 발설하지 않았던 것이다.
이후 41화에서 다시 등장하여 투명인간 사고의 충격으로 기억이 되돌아온 뒤 친구인 오오하라 죠에게 비아스에 대한 그 충격적인 진실을 알려주었고, 기억이 돌아온 후에는 한 쪽 다리를 저는 불편한 몸을 이끌고 자신이 공격받는 것을 무릅쓰고 비아스의 음모로부터 다른 간부들을 구하기 위해 노력했다. 그러나 그 노력에도 불구하고 결국 닥터 아슈라와 닥터 마젠다의 비참한 최후를 보고 말았다. 이 장면 이후 그의 행적은 더 이상 묘사되지 않았으나 아마 친구들의 과오를 속죄하며 지냈을 것으로 보인다.
볼트에 들어간 3인 중 유일하게 구원받았지만 평생 지은 죄와 친한 친구들의 죽음에서 자유롭지는 못했을 것이다. 실제로 41화에서 죠의 헌신적인 도움을 받았을 때, "나는 너희들의 도움을 받을 만한 인간이 못된다"며 괴로워했다.
해적전대 고카이저 30화에서 오오하라 죠가 언급하는 '인간이길 포기하고 지구 정복을 꿈꾸던 동창생' 중 한명이 바로 이 인물을 말했으며, 안타까운 것은 이 인물을 더빙한 성우 백순철 씨가 현재 고인이라는 것이다. 그 동시에 이 인물을 연기한 배우인 사카이 토오루도 최근 경황을 알 수 없다.
- 닥터 아슈라

무장두뇌군 볼트의 간부로 중요 4간부 중의 한 사람. 본명은 '부스지마 아라시(毒島 嵐). 국내판 이름은 장복동. 11화에서 등장한 신생 암흑조직의 보스로 세기말 사람의 포스가 느껴지는 복장을 하고 있는 것이 특징. 닥터 오블러의 두뇌수가 자기 부하들을 원시인으로 바꿔 버리자 급분노, 맨몸으로 두뇌수를 사정없이 공격해 자기 부하로 만들어버리는 기염을 토했다.
힘은 압도적으로 강하지만 공부는 하지 못해 10 이상의 수는 세지 못하며 당연히 덧셈 뺄셈과 같은 기본 연산도 할 줄 모른다. 이 때문에 라이브맨이 우등생들이 모여있는 과학 아카데미아 소속(정확히는 아마미야 유스케)이라는 걸 알자 바로 적개심을 표출하며 라이브맨을 공격한다. 이후 그에게 흥미를 느낀 대교수 비아스의 지시를 받은 가드노이드 갓슈에게 납치되어, 대교수 비아스에게 주입식 교육(...)을 받아 평균 이상의 지능을 가지게 되고 스스로 자신을 개조해 닥터 아슈라로 자신을 명명하게 된다.
주 무기는 양 팔에 내장된 커터를 이용한 공격과 이를 던져 사용하는 커터 아슈라, 그리고 높이 뛰어올라 상대방을 땅 속까지 박아넣을 만큼 강력한 아슈라 리버 킥이 있으며, 이후 한 번의 개조를 통해 자신의 가상 분신인 사이버 분신, 3인조 사이버 분신 슈라를 만들어 라이브맨을 괴롭힌다. 토사구팽 당하기 직전에는 사이버분신 슈라와의 협력기인 아슈라 미사일이라는 필살기도 사용하였다.
하지만 개조를 했음에도 불구하고 이전의 성격이 그대로 남아있어 과학 아카데미아의 제복이나 표식에 흥분하기도 하고, 아슈라로 개조가 끝나자마자 바로 짐머에게 은행을 털게 하는 기행을 보인다. 힘도 세서 공사장의 철기둥을 들고 공격하는 것도 가능하며, 밧줄을 던져서 상대를 묶는것도 가능하다.
또 파워형 캐릭터 치고는 스피드도 빠른데, 공중 덤블링이나 점프도 높게 뛰는게 가능할 정도이다. 전투력도 강한데, 볼트 내에서는 가드노이드 갓슈 다음으로 강하며, 더블 라이브 라스터를 한손으로 막아서 옆으로 튕겨낼 만큼 방어력도 강하다.
- 기르도 성인 기르도스

무장두뇌군 볼트의 간부. 닥터 오블러가 퇴장당하는 순간 19화부터 출현하는 외계인으로 대교수 비아스의 과학력에 감명받아 볼트에 들어온 기르도별의 천재로 쿨한 성격으로 불멸의 생명력을 가지고 있으며 붓치와 행동을 함께하는 경우가 많으며 처음 나왔을때는 십자가 모양의 검을 장비했다.
- 치부치 성인 붓치 (국내명: 치부치 성인 푸티)

무장두뇌군 볼트의 간부. 22화부터 출현하는 외계인으로 대교수 비아스의 과학력에 감명받아 볼트에 들어온 치부치별의 천재. 명랑한 성격으로 노래와 춤을 너무 좋아하며 기르도스와 행동을 함께하는 경우가 많으며 전투할 때는 롤러 스케이트와 장갑을 장비하고 라이브맨과 싸운다.
기르도스의 죽음을 계기로 원래 로봇이었다는 걸 안 붓치는 자신의 몸과 기억이 비아스를 통해 만들어졌으며 자신과 기르도스의 존재가 단지 켄프들의 경쟁력을 높이기 위해서라는 걸 알고 목숨을 협박하는 비아스에 의해 반 강제적으로 폭주 즈노와 함께 날뛰다가 그를 구하려던 메구미에게 마음을 위로받지만 결국 비아스가 심어놓은 자폭 장치로 인해 운명을 달리하고 만다.
- 가드노이드 갓슈

무장두뇌군 볼트의 간부. 대교수 비아스가 직접 만든 경호원 로봇으로 비아스의 실질적인 오른팔이자 제자들의 감시역을 맡고 있다. 비아스의 명령을 실행할 뿐 아니라 제자들의 뒷처리도 맡는다는 점을 미루어 볼트 내에서의 역할은 교수 바로 밑의 조교에 해당하는 것 같다.각 물체에서 발생하는 카오스 에너지를 이용해 두뇌수를 만드는 역할 외에도 두뇌수가 파괴될 경우 기가 팬텀 장치를 이용해 두뇌수를 거대화시키는 장치를 발사하는 역할도 한다.
주무기는 허리춤에 장비한 총을 보유하고 있으며 한 번 잡은 목표는 무슨 일이 있어도 끝까지 추적하기 때문에 사신이라는 별칭을 가지고 있는데 허리춤에 장비한 총 외엔 검도 무기도 쓰며 특히 최종화에서 레드 팔콘과의 대결에서 많이 사용했다. 보통 전투에 잘 나서지 않지만 일단 전투에 나서게 되면 그야말로 강력한 힘을 발휘하여 상대를 궁지로 몰아넣는다. 그 강함은 2차 개조를 한 켐프나 마젠타를 상회할 정도로 그들이 천점두뇌를 이루면 언제든지 뇌를 적출할 준비가 되어 있었다.
- 슈라 3인방

제14화보다 등장. 하난 아슈라 위가 최신의 분신 시스템·사이버 분신으로 탄생시킨 분신으로 빨강 파랑 보라 색의 갈기를 기른 세개의 전사. 두 팔에 묻은 칼의 광선과 교묘한 제휴 플레이를 주무기로 하는. 대사는 슈라 구호와 아슈라의 대사의 마지막을 앵무새같이 말만(예:아슈라, 싸움은 이제부터가 시작이다! 슈라 3인방"이다!).최종 작전에서 레드 팰콘에 몰린 하난 아슈라 위를 두둔하는 팰콘 브레이크를 받고 전멸했다.
- 두뇌 수

제2화에서 등장했다. 인공적으로 만들어진 두뇌 핵에 카오스 팬텀 에너지를 방사하고 카오스 상태에 있는 원자 등과 융합함으로써 창조, 부양하는 생체의 무기. 통상은 한번 격파돼도 그림 물감의 기가 팬텀에 의한 재생, 거대화한다. 일부에는 처음부터 거대한 모습으로 출현하거나 비어스의 반지 등 기가 팬텀 이외의 수단에서 거대한 것도 있다.
- 짐머

볼트의 전투용 로봇 병사. 무기는 채찍도 된 스틱이다. 머리는 스피커를 장착할 수 있으며, 빔에 의한 공격도 가능하다. 초기는 머리와 손이 절단되어도 그 절단 부위가 활동을 계속하고 표적을 공격하는 힘을 갖고 아직 싸움에 익숙하지 못한 라이브맨을 고전시켰다.디자인은 딸기 하우스가 담당했다.

## 장비와 무기

### 공통장비 및 기술
- 트윈 브레이스(ツインブレス 트위느 브레스[*])

라이브맨의 5명이 두 팔로 무장한 변신용 브레이슬릿. 오른손용으로는 각각의 모티프의 동물의 엠블럼이 갖추어, 왼손용은 통신기에 이른다. 변신시는 오른손을 앞으로 내밀고 옆 주먹으로부터 세로 치로 90도 회전시키고 "라이브맨"의 구호를 걸면서 가슴 앞에 포장한 왼손의 전에 오른손을 세트 하면 정장이 전송된다. 변신 장면은 와이어 프레임으로 그려지고 있지만 추가 멤버로 등장한 블랙 바이슨과 그린 사이에는 전용의 와이어 프레임은 끝까지 준비되지 않았다. 구호의 직후에 빛의 공의 모습으로 날아다니는 적의 배후 등으로 변신이 완료하는 경우도 있고, 이에 의해서 자세를 세우는 것도 많았다. 트윈 브레이스의 장난감은 동물의 엠블렘의 패널을 바꾸어 좋아하는 전사로 된다는 특수 효과가 있었다. 추가 멤버의 블랙 들소와 그린 사이용 패널은 시판 품에 포함되지 않으며 "반다이 고객 센터"가 2장 세트 200엔(송료 포함)에서 통신 판매 형식에서 반포했다.
- '라이브 슈트(ライブスーツ 라이브 슈토[*])

라이브맨이 장착하는 강화 슈트. 과학 아카데미에서 초기 멤버의 3명과 야노 타쿠지, 아이카와 마리의 5명이 연구하던 우주 공간 활동용 정장을 베이스로서 개편 강화됐다. 마스크는 각 전사의 담고 있는 동물의 의장이 되어 있다. 강화되기 전에, 타쿠지가 제비, 마리가 개의 엠블럼이 가슴에 대한 양복을 입었지만 검사가 쏜 레이저로 관철되고 말았다.
- 라이브 블라스터

라이브맨이 표준 장비하는 만능 무기로 우요의 홀스 타로에서 휴대한다. 보통 때는 광선 총 형태로 그동안의 예에 벗어나지 않고 칼로 변형시키는 것이 없다. 홀스 타로부터 안 뽑고 쏠 수 없고, 유스케가 변신 전의 상태에서 브레이스에서 출현하고 있다. 광선 총을 복수로 동시 발사한다면 두 사람을 쏠 때는 "더블 라이브 블라스터", 3명이면 "트리플 라이브 블라스터", 5명이면 단순히 "라이브 블라스터"라고 부른다.

### 개인무기 장비
- 레드 팔콘

- 팔콘 소드(ファルコンソード 파르콘 소도[*])

레드 팰콘 전용의 양날의 검. 강철과 암석을 반반으로 가르다, 칼끝에서 광선을 보내는 것이 가능. 검에 에너지를 모으고 적을 베는 팔콘 브레이크라는 기술이 있다. 켄 주노의 새 합금 기가조메탈제의 검에 꼽히는 그 이후에는 강화판 팰콘 세이버를 사용하게 됐다.
- 팔콘 세이버(ファルコンセイバー 파르콘 세이바[*])

팔콘 소드의 강화판에서 세 단계로 신축하다 칼을 가진 검. 경도 556%포인트 기가조메탈 검에 대항할 수 있다. 팰콘 소도 마찬가지로 팰콘 브레이크도 사용 가능. 트리플 바주카 뒤 상부를 형성. 사자 바주카와 새로운 돌핀 애로우처럼 제22화부터 배치됐지만 개인 무기로 사용된 것은 다음의 제23화부터. 《가오렌쟈 VS 슈퍼 전대》에 계속 레드 팔콘이 사용하고 있으며 십 수년이 지났음에도 불구하고 팔콘 브레이크의 일격에 재생 오르그를 참리도스 등 예전과 별로 달라지지 않자 레미를 유지하고 있다. 또 이때는 가오 옐로를 단련하는 때에 유스케를 사용한다.
- 옐로 라이온

- 라이온 펀치 (ライオンパンチ)

라이온 펀치 옐로 사자 전용의 라이 온형 곤틀릿. 첨단의 날카로운 송곳니로 대들다 같은 공격도 있다. 펀치 기술 사용 시에는 "사자 펀치, 공격"와 발성도 한다. 화염의 사자 펀치 파이어를 할 수도 있다. 사자 바주카의 등장에 따른 사용되지 않게 되었다.
- 라이온 바주카 (ライオンバズーカ)

옐로 라이온 전용의 핸드 캐넌포. 강력한 에너지 탄과 함께 냉동용 프리징 탄도 발사할 수 있다. 트리플 바주카의 핵심을 형성했다.
- 제트 스케이트 보드 (ジェットスケボー)

메이르 주노가 만들어 내는 미로에 고전하고 있는 위해서 유스케와 메구미가 공동으로 개발한다. 소형 제트 분사기가 스케이트 보드다. 보통의 스케이트 보드의 10배의 속도를 가진 아크로바틱 한 움직임도 가능하다. 이것으로 고속 들이받은 스케이트 보드 공격이라는 기술이 있다. 테스트 주노, 보우소우 주노에 노란 사자가 이 기술을 썼다.
- 블루 돌핀

- 돌핀 애로우 (ドルフィンアロー)

블루 돌핀 전용의 양궁형 화살. 2마리 돌고래가 마주 한 형상을 하고 있다. 빛의 화살을 쏘았고 한번에 복수 책의 화살을 날릴 수 있다. 트리플 바주카의 개발에 따른 외관이야말로 같지만 강화가 이루어진다. 트리플 바주카 총부리 아래 부분을 형성.
- 블랙 바이슨

- 바이슨 로드 (バイソンロッド)

블랙 바이슨 전용 개인 무기, 양날 검을 두 자루이다. 손잡이 부분에서 접착시킨 듯한, 창 모양의 무기이다. 로드를 번뜩이고 빛을 내다 들소 스파크 로드를 붉게 빛나고 파동 빔을 발하고 적을 쓸어 넘기다 들소 플래시라는 기술이 있다.로드 부분은 상황에 맞게 늘릴 수 있다.
- 그린 사이

- 사이 커터 (サイカッター)

그린 사이 전용의 부메랑. 두 자루를 양손으로 다룬다. 수도 같은 사용법이 많지만 에너지를 집중하고 던지면 복수의 적을 직접 추격하고 공격한다. 프롭은 나중에 《조인전대 제트맨》의 네오 제트맨의 무기로 쓰였다.

### 통합 무기 밎 기술
- 바이 모션 버스터

제2화부터 등장. 라이브 맨의 머리에 디자인된 동물의 눈 부분이 빛나고, 와이어 프레임 상태에서 전송되어 실체화하는, 바주카포 사격 직전에 총신부 2곳이 피스톤처럼 뒤바뀌었다. 당초는 노란 광선이 터졌지만 제6화에서는 빨강과 파랑으로 그려진 파형 같은 에너지 광선으로 변화했다. 라이브맨이 5명이 되고부터는 5명 것을 사용하게 된다.
- 트리플 바주카

제22화에서 등장. 팔콘 세이버와 라이온 바주카와 새로운 돌핀 에로우를 합체시킨 중형 바주카포. 바이모션 버스터에 물기로 사용되었다.
- 스파크 공격

빛의 구슬이 되고 적에게 돌격한다. 주로 변신 직후에 사용한다. 전원이 일제히 쓸 수 있으며 해커 즈노에 쓴다. 기술 이름을 명명한 것은 1회만 사용되고 있다.

### 기타 장비
- 럭비공 폭탄

그랜 토터스의 총 에너지의 3분의 1을 응축하고 개발한 폭탄. 제36화에서 순수가 사용하고 요로이즈노의 모퉁이에 댔다.
- 방탄 조끼

제38회에 등장. 유스케가 혼자 개발을 추진하던 방탄 조끼. 라이브 맨 정장도 훼손 머신 마젱다의 포격에 대항하기 위해서, 유스케에서 실험의 코드 번호(YA12)을 배운 4명이 사용, 마리 젠다의 맹렬한 포격을 막을 잘랐다.
- 코론의 분석 장비

코론이 해석한 다양한 전술 정보를 시각화하는 장치에서 머리 오른쪽에 장착된 시니용을 연상시키는 형상의 파츠(왼쪽에도 같은 형상의 파트가 있지만 기능은 불명). 머리에서 뗀 뒤 콤팩트형으로 열어 사용한다. 켄즈노에 진 유스케에게 그 패인을 지적하기 위해서 사용한 것도 있고, 이때는 패인으로 켄즈노보다 유스케의 일격이 모두 0.1초 느린 것을 지적했다. 그러나 콜론에 상당히 "편리한" 영상 처리도 가능할 것이다.

### 메카닉
- 그랜 토터스

라이브맨이 살고 있는 바다 거북 모양의 거대 해저 이동 요새 기지. 호시 박사가 몰래 건조하고 아카데미아도 희망곶의 바다 1마일 지점에 잠수시킨. 제2화부터 등장. 내부에는 다수의 모니터가 설치된 사령실을 비롯한 침실, 의무실 등의 거주 공간, 기관부, 각 제조사의 격납고가 있다. 유일한 출입구는 바다에 접하고 있으므로, 액세스 방법은 스쿠버 다이빙만이다. 그래서 적의 침입은 쉽지 않지만, 본 바즈노의 침입을 허용했다. 머신 버펄로의 발진 때는 토타스 자신의 4개의 다리를 쭉 펴고 바닷속에서 부상하고 등딱지 모양의 돔이 전개하고 발진 항공 모함 캐터 펄트가 나타난다.
- 모토 머신

모토 팔콘, 모토 라이온, 모토 돌핀으로 불리는 바이크로, 레드 팔콘, 옐로 라이온, 블루 돌핀등이 사용한다. 최고 속도는 310km/h.점프력은 20미터이다.
- 라이브 쿠거

4륜 자동차 처음에는 레드 팔콘, 옐로 라이온, 블루 돌핀이 모토머신과 번갈아가며 사용했으나, 블랙 바이슨, 그린 사이가 합류한 후에는 블랙 바이슨과 그린 사이의 전용 머신이 되었다. 최고 속도는 420km/h.
- 머신 버팔로 (국내명: 머신 라이브)

비행 기능을 가진 모함이다. 기본적으로는 콜론의 손에서 원격 조작한다. 제트 팔콘, 랜드 라이온, 아쿠아 돌핀을 저장·운반한다. 무기는 미사일인데 완구에서는 바이슨 라이너와 사이 파이어도 장착 가능하지만 한쪽밖에 탑재할 수 없다.
- 제트 팔콘

레드 팔콘 전용의 거대 머신으로 매를 본뜬 전투기 조종사인 스케 자신이 설계. 제2화부터 등장. 무기는 팰콘 빔과 기체 하부부터 전개하는 팰콘 크로우. 라이브로 얼굴·등·허리, 허벅지를 형성하고 전륜은 라이브 실드이다.상표의 사정으로, DX장난감으로는 〈스카이 머신〉라는 명칭이 사용되고 있다.
- 랜드 라이온

옐로 라이온 전용의 거대 머신에서 사자를 본뜬 사족 보행 메카. 조종사인 만큼 자신이 설계. 제1화부터 등장. 무기는 등의 2연장 대형 포 라이온 캐논. 점프 기술의 사자 점프와 씹부의 매치기도 하고 땅속도 주행이 가능하다. 라이브로 가슴·팔을 형성하고 라이온 캐논은 더블 캐논이다. DX장난감으로 명칭은 "랜드 머신". 극중에서의 주행 장면은 진짜 사자의 그것을 충실히 재현한 것으로 되어 있지만 이 장면에 이용된 미니어처는 관절을 모두 무선 조종으로 조작하려는 획기적인 것이며, 또 미니어처 제작에 있어서는 애니메이션 《미래 로봇 달타니아스》에 등장하는 라이 온 로봇「베라리오스」의 설정 자료가 참고되고 있다.
- 아쿠아 돌핀

블루 돌핀 전용의 거대 머신에서 돌고래를 본뜬 수륙 양용 쌍동 잠수함이다. 조종사인 은혜 자신이 설계. 제2화부터 등장. 무기는 돌핀 미사일. 라이브로 발을 형성하고 있다. DX장난감으로 명칭은 "아쿠아 머신"이다.
- 바이슨 라이너

블랙 바이슨 전용의 거대 머신에서 사나운 소를 본뜬 대형 트레일러. 타쿠지의 남견 설계안을 바탕으로 만들어졌다. 제28화에서 등장하고 제31말부터는 레드 팔콘과 옐로 라이온도 동승하게 된다. 무기는 머리 좌우의 모퉁이에서 쏟아지는 들소 빔.라이브 복서의 상반신과 왼쪽 발목이 된다.
- 사이 파이어

그린 사이 전용의 거대 머신으로 코뿔소를 본뜬 대형 트레일러. 마리의 남견 설계안을 바탕으로 만들어졌다. 제29화부터 등장하고 제31화부터는 블루 돌핀도 동승하게 된다. 무기는 컨테이너 상부에 장비된 파이어 미사일. 땅속 주행도 가능하다. 라이브 복서의 하체와 오른쪽 발목이 된다.
스펙
| 이름          | 길이  | 중량   | 스피드  |
| ------------- | ----- | ------ | ------- |
| 머신 버팔로   | 79m   | 860t   | 마하3   |
| 제트 팔콘     | 39.1m | 93.5t  | 마하10  |
| 랜드 라이온   | 27.8m | 116.2t | 900km/h |
| 아쿠아 돌핀   | 42.1m | 287.3t | 110노트 |
| 바이슨 라이너 | 42m   | 235.3t | 800km/h |
| 사이 파이어   | 38.3m | 220.7t | 750km/h |

### 거대 메카닉
- 라이브 로보

제2화부터 등장. 제트 팔콘 · 랜드 라이온 · 아쿠아 돌핀이 합체 라이브 차원의 코드로 합체한 1호다. 통합 기능은 호시 박사가 3명 몰래 넣어 있었다. 날개를 펼치기로 하늘도 날지만 짧은 거리는 날개를 펴지 않아도 비행 가능. 무기 및 기술은 흉부에서 방출된 에너지를 실체화하기로 출현하 초수 검, 제트 팔콘의 전륜이 변형된 방패의 라이브 실드, 어깨에 장착된 2정의 총 더블 캐논, 가슴에서 쏘는 라이브 빔이 있다. 적의 품으로 뛰어들어 날려라이브 로보 펀치다. 적의 무기를 빼앗아 싸움도 잘했다. 필살기는 중반까지 청색의 빛을 띤 칼로 베다 슈퍼 라이브 크래시다. 기가 볼트전 후 제32말 이후는 출력이 120%강화되고 노랑 빛을 띤 초수 검으로 X글자에 베어 스트롱 크래시 다운으로 강화됐다. 제32화 이후는 블랙 들소와 그린 사이도 더한 5명으로 타게 된다.
- 라이브 복서

제27화부터 등장. 바이슨 라이너와 사이 파이어가 합체 복서 차원의 코드로 합체하는 거대 로봇. 호시 박사의 의뢰로 도로 손 박사 등 유엔의 팀으로 제작된다. 블랙 바이슨의 복싱 기술을 살린 펀치 공격을 한다. 당초는 블랙 들소와 그린 사이의 두 사람 도착했지만 제31화 이후는 5명 전원이 타고 레드 팔콘이 메인 파일럿을 담당하게 된다. 통상 기술은 라이브 펀치의 별명을 갖고 연속 펀치의 피스톤 펀치. 필살기는 두 주먹에 에너지를 담고 돌진하는 힘껏 후려치다 미라클 빅 블로우이다. 장난감으로는 파이어 미사일을 손에 생긴지만 극중에서는 총을 사용하지는 않았다.
- 슈퍼 라이브 로보

제29이야기에서 등장. 라이브 로보와 라이브 복서가 합체 슈퍼 라이브 차원의 코드로 결합할 초거대 로봇이다. 라이브 로보의 양팔이 어깨에 사이 파이어가 두 다리 하부, 왼쪽 어깨와 허리부터 머리에 바이슨 라이너가 합체한다. 비행도 가능하다. 과학 아카데미의 슈퍼 컴퓨터에 가려졌던 합체 시스템을 발견한 것으로 합체 가능했다. 보유 무기는 사용하지 않지만 고도의 아이 센서에다 스파크 공격처럼 온몸을 발광시킨 몸 싸움이 사용 가능. 필살기는 양 어깨에서 발생시킨 에너지를 가슴 부위에 집중하고 사자의 입에서 쏘는 필살 광탄 슈퍼 빅 버스트다. 격파 후에는 사자가 포효를 올린다. 적의 공격에 의한 폭발 속을 태연히 걸뱅크 장면 일부에 오른쪽 어깨 부분이 빗나간 채 촬영된 부분이 있다.

## 에피소드 목록
제1화 친구들아 왜 너희들이?
제2화 정의를맹세한 새생명
제3화 오브라 악마변신
제4화 파괴하라 타미맨
제5화 형제의 사랑과 친구의 우정
제6화 되살아난 공룡
제7화 공룡 대 라이브로보
제8화 사랑과 분노의 결투
제9화 장미여 붉게 피어올라라
제10화 스케이트 보드 미로의 끝을 찾아서
제11화 두뇌생물을 이긴 사나이
제12화 천재가 된 닥터 아슈라
제13화 힘내라! 강철코론
제14화 자석인간이 된 레드이글
제15화 필살! 죽음의 캇슈
제16화 강시의 편지
제17화 눈물을 흘리는 인형
제18화 엘로라이온이 사랑한 두뇌생물
제19화 나도 놀고싶다구~!
제20화 낙제 오브라의 역습
제21화 강호야 어머니의 목소리가 들리지 않니?
제22화 등장! 우주의 명가수
제23화 0.1.초에 건 목숨
제24화 놀면서도 늘 100점
제25화 거대한 벌레들
제26화 키타볼트의 도전
제27화 복수의 라이브복서
제28화 지금 여기에 다섯명의 용사가....
제29화 마마! 기생생물의 외침
제30화 캐치의 피과 장미의 수수깨끼
제31화 힘내라! 철이로봇
제32화 미래와 현재를 달리는 사랑
제33화 성민이와 캐치의 약속
제34화 우정의 태클
제35화 16세의 캐치 맹수로 변신
제36화 움직이는 무기 머신마젠다
제37화 지켜라, 우주의 단 하나의 생명!
제38화 사랑? 민희와 보석도둑
제39화 투명인간, 오브라의 고백!
제40화 피아스의 우주로부터의 도전
제41화 우주인 기타트로이의 마지막 모습
제42화 부티의 뜨거운 눈물
제43화 닥터 아슈라 1000점을 향하여
제44화 사나이 아슈라 마지막 결투
제45화 천점두뇌 마젠다
제46화 탄생! 소년왕 피아스
제47화(마지막회) 대교수 피아스의 최후

## 캐스트

### 정규/준 레귤러
- 아마미야 유스케(홍성민)/레드 팔콘(목소리) : 시마 다이스케 / 신성호
- 오오하라 죠(황보성)/옐로 라이온(목소리) : 니시무라 카즈히코 / 김환진
- 미사미 메구미(박민희)/블루 돌핀(목소리) : 모리 메구미 / 故 정경애
- 야노 테츠야(김강철)/블랙 바이슨(목소리) : 야마구치 세이로 / 故 장정진 (제28화 ~ 제49화)
- 아이카와 쥰이치(이은호)/그린 사이(목소리) : 카와모토 진 / 故 백순철 (제29화 ~ 제49화)
- 코론(목소리) : 코사카 마코토 / 김수경
- 호시 박사(민홍철) : 반 다이스케 / 故 장정진 (제1~2화)
- 도로테 박사 : 도로테 / 김성희 (제30화)
- 야노 타케시(김민석) : 호리 히로미치 / 故 백순철
- 아이카와 마리(이은진) : 무나카타 나미 / 김수경
- 츠키카타 켄지(/닥터 켐프 : 히로세 유타카 /노민
- 대교수 비아스 : 나카타 죠지 / 故 장정진
- 소년 왕 바이스 : 이시제키 켄타로 (제48화 ~ 제49화)

### 캐스트
- 야노 타케시 : 타가 히로우미 (제5화)
- 쇼자 부로 : 타카스기 텟페이 (제6, 7화)
- 켄이치 : 이이즈카 료헤이 (제6, 7화)

## OST

### 주제가
가수인 시마가 주제가를 노래했지만 출연자가 주제가를 부른 것은 시리즈 최초이다. 또 역시 가수였던 모리 메구미도 삽입곡 《스파크! 바다에》를 부르고 있다. 시리즈로서는 처음 음악 담당자가 주제가·삽입곡의 제작에 참여하지 않았다.
- "초수전대 라이브맨" (超獣戦隊ライブマン 초수센타이 라이브만[*]) - (오프닝)
  - 작사: 오츠 아키라
  - 작곡: 코스기 야스오
  - 편곡: 후지타 히로시
  - 노래: 시마 다이스케

멤버 증원에 따른 캐스트 소개의 치수를 연장하면서 제30말부터 아우토로이 조금만 길어졌다. 이와 동시에 타이틀 로고의 팔콘·라이언 돌고래의 부조는 삭제되고 프로그램의 제목은 화면 아래 3분의 2에만 나타난다. 또 소리의 속도도 약간 오르고 있다. 《백수전대 가오렌쟈 VS 슈퍼 전대》에서는 레드 팰콘을 포함한 드림 전대의 전투 장면에서 삽입곡으로 사용되고 있었다.
- "내일을 위해 살아가라" (あしたに生きるぜ! 아시타니 이키루제![*]) - (엔딩)
  - 작사: 오츠 아키라
  - 작곡: 코스기 야스오
  - 편곡: 후지타 히로시
  - 노래: 시마 다이스케

### 삽입곡
- "대쉬! 라이브 로보" (ダッシュ! ライブロボ 대쉬! 라이브 로보![*])
  - 작사: 야쓰데 샤부로 / 작곡: 코스기 야스오 / 편곡: 후지타 다이도 / 노래: 카야 코오지
- "라이브 복서의 노래" (ライブボクサーの歌 라이부보쿠사아노우타[*])
  - 작사: 야쓰데 샤부로 / 작곡: 코스기 야스오 / 편곡: 후지타 다이도 / 노래: 카야 코오지